# Templo de Mahabodhi (Pagã)

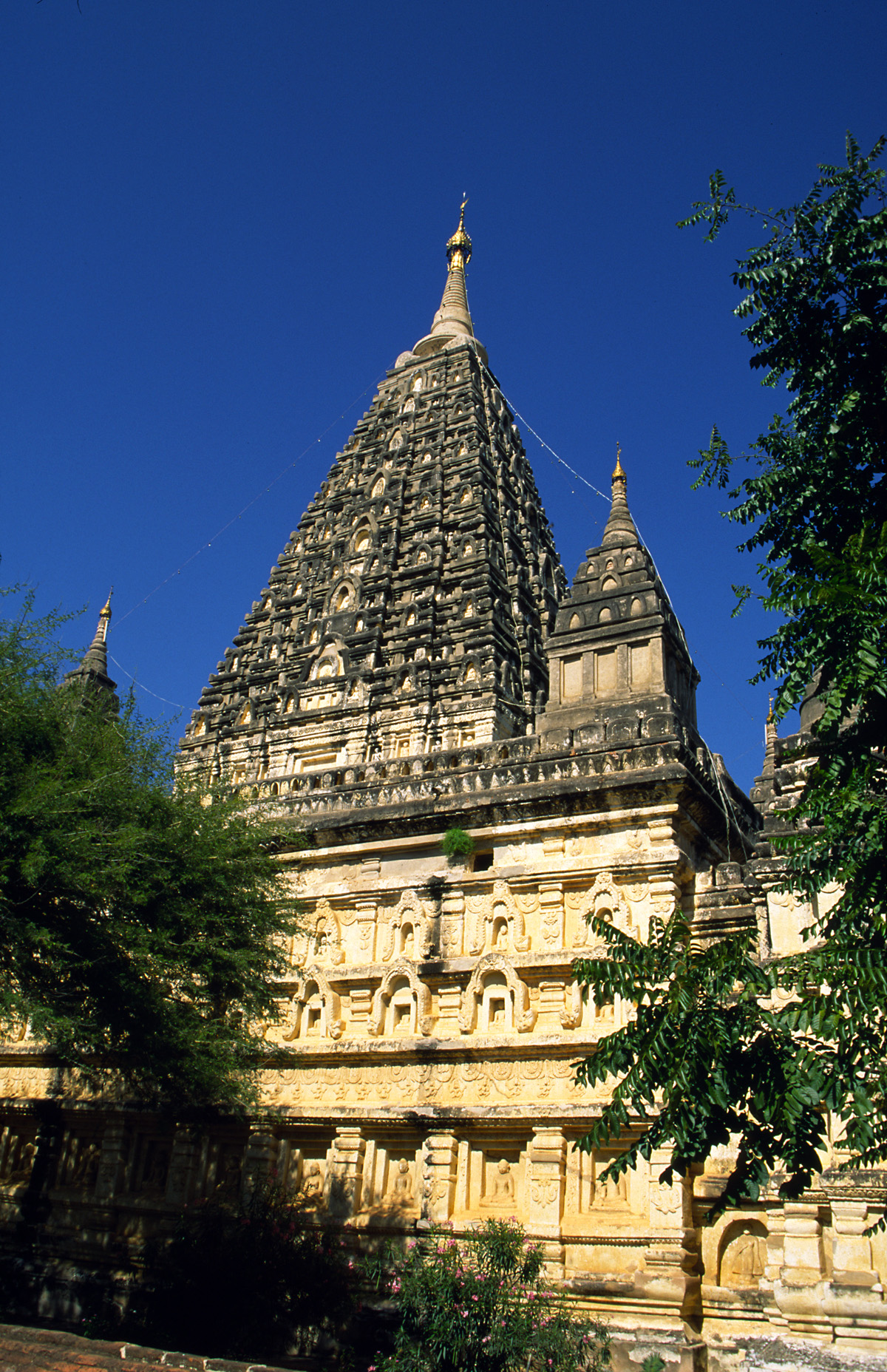

O Templo de Mahabodhi é um templo budista localizado em Pagão em Myanmar. Foi construído em meados do século XIII, durante o reinado do rei Htilominlo, e é modelado após o Templo de Mahabodhi, que está localizado em Biar, na Índia. O templo foi construído em um estilo arquitetônico típico do período Gupta, e contém uma grande torre piramidal com muitos nichos contendo estes mais de 450 imagens de Buda. O templo sobreviveu ao terramoto de 1975 e foi reparado nos anos seguintes
.